# تل بارغاه (كوهستان)
تل بارغاه (بالفارسية: تل بارگاه) هي قرية تقع في إيران في Kuhestan Rural District. يقدر عدد سكانها بـ 662 نسمة بحسب إحصاء 2016.